# Allemagne au Concours Eurovision de la chanson 1974
L'Allemagne a participé au Concours Eurovision de la chanson 1974 le 6 avril à Brighton, au Royaume-Uni. C'est la 19e participation de l'Allemagne au Concours Eurovision de la chanson.
Le pays est représenté par le duo Cindy & Bert et la chanson Die Sommermelodie, sélectionnés en interne par la Hessischer Rundfunk.

## Contexte
Cindy & Bert étaient déjà un duo populaire en Allemagne, avaient déjà eu plusieurs succès et avaient raté de peu la victoire dans la sélection allemande de l'Eurovision en 1972, ayant terminés deuxièmes. Cependant, le choix de la chanson Die Sommermelodie a été accueilli sans enthousiasme, car il était considéré comme un effort de schlager quelque peu daté avec un attrait limité pour un public non germanophone. Rares sont ceux en Allemagne qui ont prédit autre chose qu'un résultat mitigé, d'autant plus que la concurrence en 1974 s'annonçait inhabituellement forte, certains noms très connus étant annoncés comme représentants par d'autres participants tels que l'Italie, les Pays-Bas et le Royaume-Uni.

## Sélection interne
Le radiodiffuseur allemand, Hessischer Rundfunk (HR, Radiodiffusion de Hesse), choisit en interne l'artiste et la chanson représentant l'Allemagne au Concours Eurovision de la chanson 1974. C'est la première fois depuis 1968 que la chanson allemande est sélectionnée en interne au lieu de l'habituelle finale nationale.
| Artiste      | Chanson           | Langue   | Traduction          |
| ------------ | ----------------- | -------- | ------------------- |
| Cindy & Bert | Die Sommermelodie | Allemand | La mélodie de l'été |

Lors de cette sélection, c'est la chanson Die Sommermelodie, interprétée par le duo Cindy & Bert, qui fut choisie. Le chef d'orchestre choisi est Werner Scharfenberger.

## À l'Eurovision
Chaque pays a un jury de dix personnes. Chaque juré attribue un point à sa chanson préférée.

### Points attribués par l'Allemagne
| 2 points | Monaco Suède Royaume-Uni           |
| 1 point  | Espagne Luxembourg Pays-Bas Suisse |

### Points attribués à l'Allemagne
| 10 points | 9 points | 8 points | 7 points | 6 points                    |
| --------- | -------- | -------- | -------- | --------------------------- |
|           |          |          |          |                             |
| 5 points  | 4 points | 3 points | 2 points | 1 point                     |
|           |          |          |          | - Belgique - Grèce - Suisse |

Cindy et Bert interprètent Die Sommermelodie en quatorzième position, suivant l'Irlande et précédant la Suisse. 
Au terme du vote final, l'Allemagne termine 14e et dernière à égalité avec la Norvège, le Portugal et la Suisse, ayant reçu 3 points au total,.